# Vincey
Vincey – miejscowość i gmina we Francji, w regionie Grand Est, w departamencie Wogezy.
Według danych na rok 1990 gminę zamieszkiwało 2198 osób, a gęstość zaludnienia wynosiła 172 osób/km² (wśród 2335 gmin Lotaryngii Vincey plasuje się na 192. miejscu pod względem liczby ludności, natomiast pod względem powierzchni na miejscu 434.).